# Ubuntu
Ubuntu（國際音標：/ʊˈbʊntuː/，uu-BUUN-too）是基于Debian，以桌面應用為主的Linux發行版。Ubuntu有三个正式版本，包括桌面版、服务器版及用于物联网设备和机器人的Core版。前述三個版本既能安裝於實體電腦，也能安裝於虛擬電腦。从17.10版本开始，Ubuntu以GNOME为默认桌面环境。
Ubuntu是著名的Linux發行版之一，也是目前最多使用者的Linux版本。Ubuntu每六个月（即每年的四月与十月）发布一个新版本，长期支持（LTS）版本每两年发布一次。普通版本一般只支持9个月，但LTS版本一般能提供5年的支持。
Ubuntu由英国Canonical Ltd發布，他們提供商業支持。它是基於自由軟件，其名稱來自非洲南部祖魯語或科薩語的「Ubuntu」一詞（譯為烏班圖），意思是「人性」、「我的存在是因為大家的存在」，是非洲傳統的一種價值觀。
Canonical公司通過銷售與Ubuntu相關的技術支持和其他服務來產生收益。Ubuntu項目公開承諾開源軟件開發的原則；鼓勵人們使用自由軟件，研究它的運作原理，改進和分發。

## 概述
Ubuntu基於Debian發行版和GNOME桌面環境，與Debian的不同在於它每6個月會發佈一個新版本（即每年的四月与十月），每2年發布一個LTS長期支持版本。普通的桌面版可以獲得發布後18個月内的支持，標為LTS（長期支持）的桌面版可以獲得更長時間的支持。例如，Ubuntu 8.04 LTS（代號Hardy Heron），其桌面應用系列可以獲得為期3年的技術支持，伺服器版可以獲得為期5年的技術支持。而自Ubuntu 12.04 LTS開始，桌面版和伺服器版均可獲得為期5年的技術支持。2013年3月有消息指出，Ubuntu計劃在4月25日Ubuntu 13.04發布後，將非LTS版本的支持時間自18個月縮短至9個月，並採用滾動發布模式，允許開發者在不升級整個發行版的情况下升級單個核心套件。
Ubuntu的目標在於為一般用戶提供一個最新同時又相當穩定，主要以自由軟體建構而成的作業系統。Ubuntu目前具有龐大的社群力量支持，用戶可以方便地從社群獲得幫助。
Ubuntu在Ubuntu 12.04的發布頁面上使用了“友幫拓”作為官方的簡體中文譯名，但繁體中文尚未有官方譯名。之前一些中文使用者曾使用班圖、烏班圖、烏斑兔、烏幫圖、笨兔等非官方譯名。
Ubuntu在2013年推出了新產品Ubuntu Phone OS和Ubuntu Tablet，希望统一桌面設備和移動設備的畫面。

## 歷史與發展過程

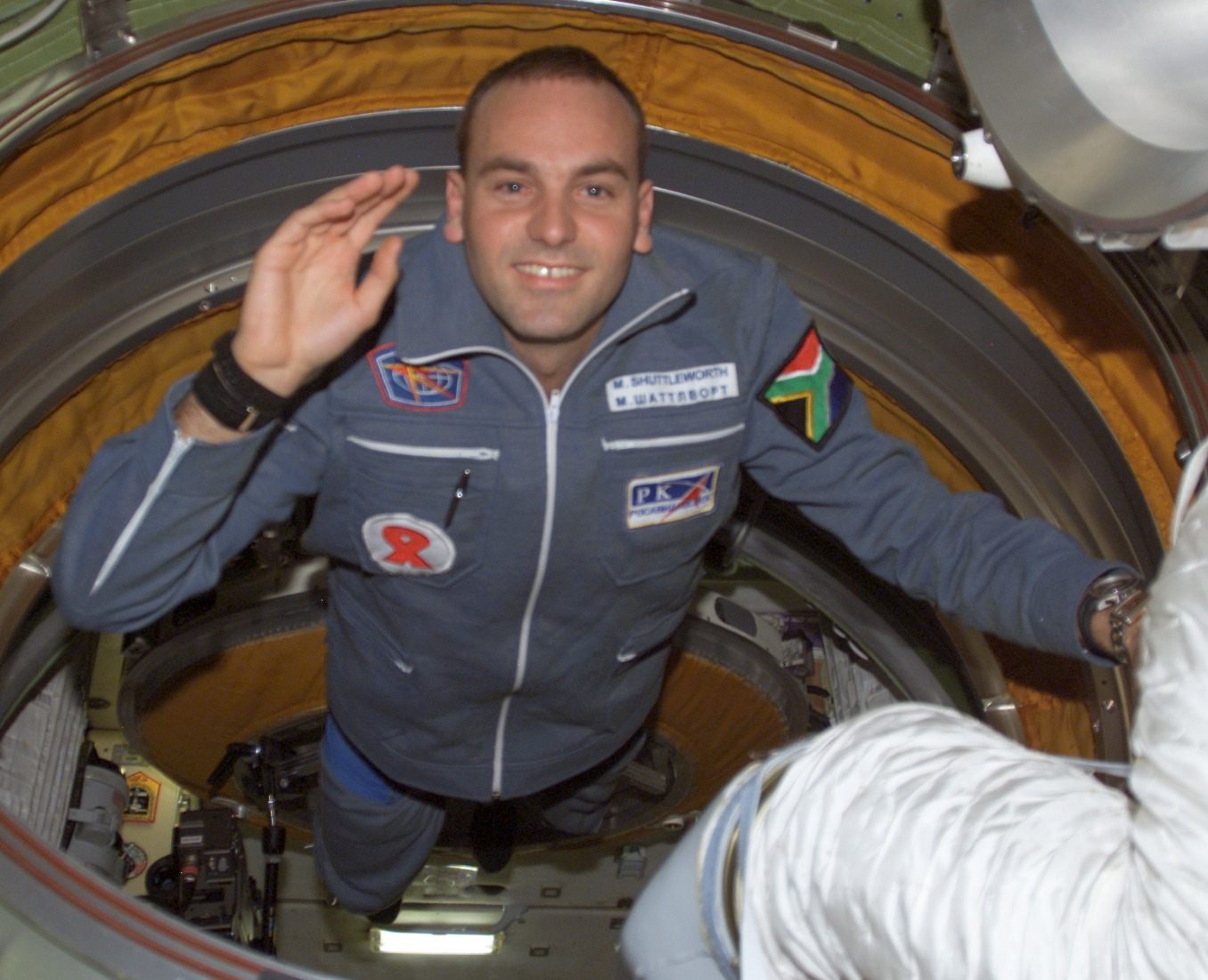
Ubuntu始創者—馬克·舍特爾沃斯

Ubuntu由馬克·舍特爾沃斯創立，其首個版本—4.10發佈於2004年10月20日，它以Debian為開發藍本。與Debian穩健的升級策略不同，Ubuntu每六個月便會發佈一個新版，以便人們即時地獲取和使用新軟體。Ubuntu的開發目的是為了使個人電腦變得簡單易用，同時也提供針對企業應用的伺服器版本。Ubuntu的每個新版本均會包含當時最新的GNOME桌面環境，通常在GNOME發佈新版本後一個月內發行。與其它基於Debian的Linux發行版，如MEPIS、Xandros、Linspire、Progeny和Libranet等相比，Ubuntu更接近Debian的開發理念，它主要使用自由、開源的軟體，而其它發行版往往會附帶很多閉源的軟體。
Ubuntu建基於Debian的不穩定分支：不論其軟體格式（deb）還是軟體管理與安裝系統（Debian Apt）。Ubuntu的開發者會把對軟體的修改即時反饋給Debian社群，而不是在發佈新版時才宣佈這些修改。事實上，很多Ubuntu的開發者同時也是Debian主要軟體的維護者。不過，Debian與Ubuntu的軟體並不一定完全兼容，也就是說，將Debian的套件安裝在Ubuntu上可能會出現兼容性問題，反之亦然。
Ubuntu的運作主要依賴Canonical有限公司的支持，同時亦有來自Linux社區的熱心人士提供協助。Ubuntu的開發人員多稱馬克·舍特爾沃斯為SABDFL（是self-appointed benevolent dictator for life的縮寫，即自封終生開源碼獨裁者）。在2005年7月8日，馬克·舍特爾沃斯與Canonical有限公司宣佈成立Ubuntu基金會，並提供1千萬美元作為啟始營運資金。成立基金會的目的是為了確保將來Ubuntu得以持續開發與獲得支持，但直至2006年，此基金會仍未投入運作。馬克·舍特爾沃斯形容此基金會是在Canonical有限公司出現財務危機時的緊急營運資金。
在過去的版本使用者可以透過船運服務（shipit）來獲得免費的安裝光碟。Ubuntu 6.06版有提供免費船運服務，然而其後的Ubuntu 6.10版卻沒有提供免費的船運郵寄光碟服務，使用者只可由網站上下載光碟映像檔燒錄並安裝。Ubuntu 6.06釋出當時，曾有消息指出往後不會再對非長期支持版提供船運服務，但在Ubuntu7.04版推出時，船運服務再度啟動，而此版並非長期支持版。在Ubuntu11.04发布前夕，船運服務被停止。
目前Ubuntu共有9個長期支持版本（Long Term Support，LTS）：Ubuntu 6.06、8.04、10.04、12.04、14.04、16.04、18.04、20.04、22.04与24.04自Ubuntu 12.04起，桌面版與伺服器版都有5年支持周期。而之前的長期支持版本為桌面版3年，伺服器版5年。

## 特色

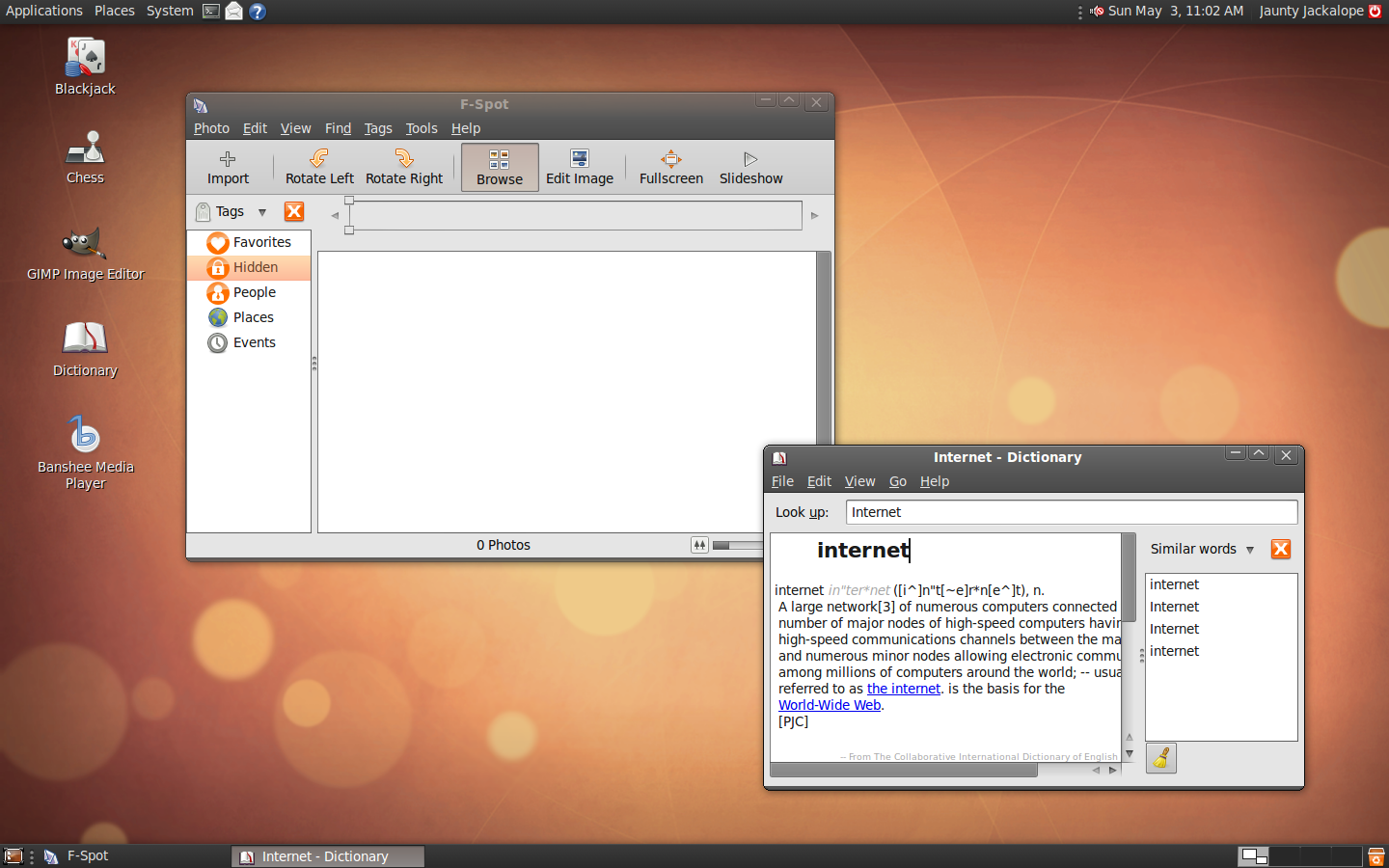
Ubuntu 9.04，使用New Wave主题。

### 系統管理
Ubuntu所有系統相關的任務均需使用sudo指令是它的一大特色，這種方式比傳統的以系統管理員帳號進行管理工作的方式更為安全，此為Linux、Unix系統的基本思維之一。Windows 在较新的版本内也引入了类似的 UAC 机制，但使用者数量不多。同時，Ubuntu也相當注重系統的易用性，標準安裝完成後（或Live CD启动完成后）就可以立即投入使用，簡單地說，就是安裝完成以後，使用者無需再費神安裝瀏覽器、Office套裝程式、多媒體播放程式等常用軟體，一般也無需下載安裝網卡、音效卡等硬體設備的驅動（但部份顯示卡需要額外下載的驅動程式，且不一定能用套件庫中所提供的版本）；Ubuntu的開發者與Debian和GNOME開源社區合作密切，其各個正式版本的桌面環境均採用GNOME的最新版本，通常會緊隨GNOME項目的進展而及時更新（同時，也提供基於KDE、XFCE等桌面環境的衍生版本）。Ubuntu與Debian使用相同的deb 軟件包格式，可以安裝絕大多數為Debian編譯的軟體套件，雖然不能保證完全相容，但大多數情況是通用的。

### 開發理念
Ubuntu計劃強調易用性和國際化，以便能為儘可能多的人所用。在發佈5.04版時，Ubuntu就已經把UTF-8作為系統預設編碼，用以應對各國各地區不同的語言文字，試圖給使用者提供一個無亂碼的交流平台。它在語言支援方面，算是Linux發行版中相當好的。
Ubuntu的所有發行版本都可以免費獲取。除了可下載光碟映像檔（CD Image）外，过去使用者也可通過船运服務免費獲取安裝光碟（但此服务现已停止，但有需要的使用者还可以在Ubuntu网上商店付费购买Ubuntu光盘。）與其它大型Linux廠商不同，Ubuntu不對所謂「企業版」收取升級訂購費（意即沒有所謂的企業版本，人人所使用的版本皆一樣，使用者只有在購買官方技術支援服務時才要付錢）。Ubuntu社群推薦用戶自行下載光碟映像檔燒錄成光碟安裝外，也推薦使用USB隨身碟進行安裝。
此外，Ubuntu計劃強調要儘量使用自由軟體，以便為各個版本的用戶提供便捷的升級途徑。

### 安裝設定

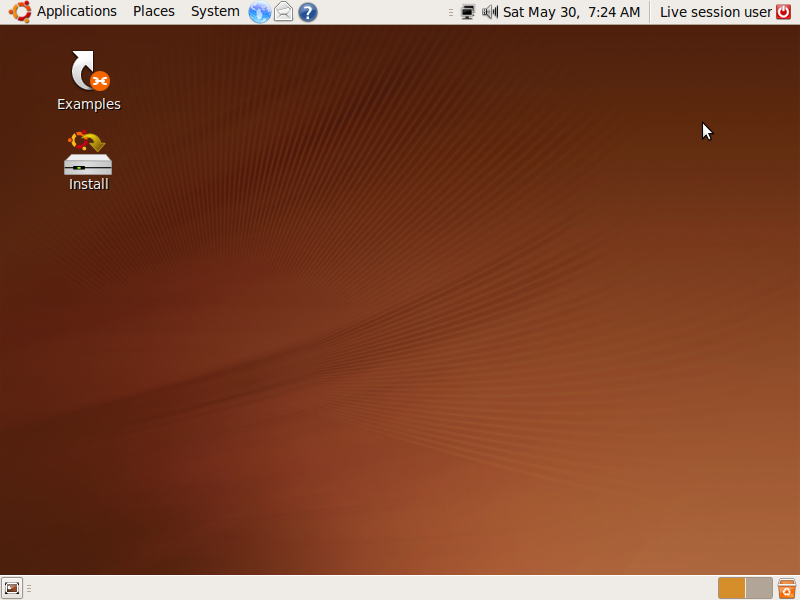
Ubuntu 9.04（live CD会话）

一直以來，Ubuntu均支援主流的i386、AMD64與PowerPC平台，自2006年6月，Ubuntu新增了對的UltraSPARC與UltraSPARC T1平台的支援。
Ubuntu主要是透過Live CD進行安裝。Ubuntu操作系统可以直接从CD启动（會有一些效率低落的情況），允许用户测试硬件兼容性和驱动程序支持。CD中带有一个安装器，讓用户可以将系统永久地装在计算机上。所有版本的CD镜像都可以在Ubuntu网站下载。要透過CD安装的話至少要有256MB内存。可以将CD镜像烧录到CD中，也可以使用一些工具（USB启动盘创建器、UNetBootin等）将其制作成USB启动盘进行测试或安装。
Live CD中还带有一个Wubi工具，可以在不改变分区的情况下安装Ubuntu，不过性能稍有一些损失。
新版Ubuntu支持在Windows中进行在线安装。

### 重新打包
许多软件（比如remastersys和Reconstructor）可以将Ubuntu进行修改后重新打包成Ubuntu Live CD。

## 套件管理

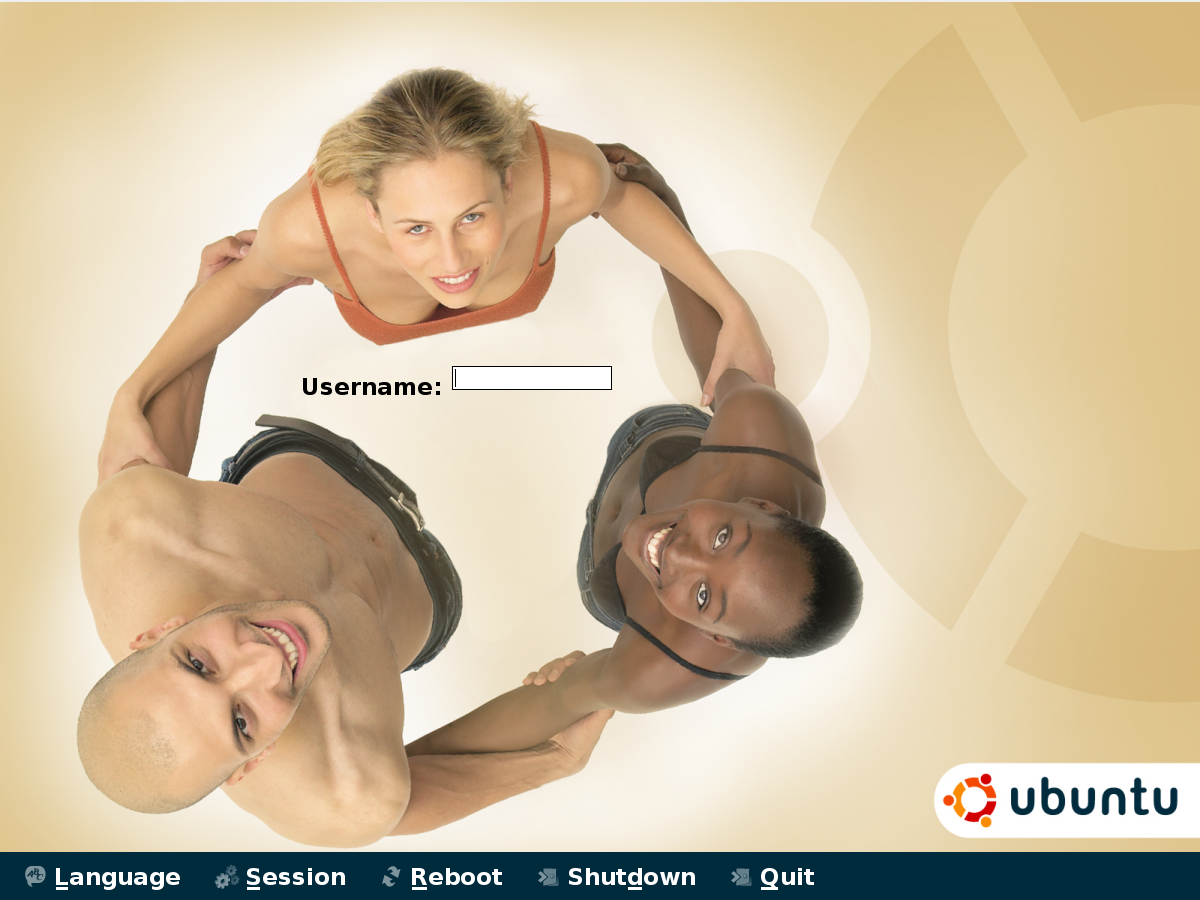
舊版Ubuntu登录屏幕表達了Ubuntu（即樂於分享）的概念。

Ubuntu的套件管理系統與Debian的類似，所有軟體分為main、restricted、universe和multiverse等4類，每一類為一個「組件（component）」，代表著不同的使用許可和可用的支援級別。一般來說，官方支持的main組件主要用來滿足大多數個人電腦用戶的基本要求，restricted（「版權限制」）組件主要用來提高系統的可用性，因此通常需要安裝這兩類組件中的軟體。

### 組件介紹
main 即「基本」組件，其中只包含符合Ubuntu的許可證要求並可以從Ubuntu團隊中獲得支持的軟體，致力於滿足日常使用，位於這個組件中的軟體可以確保得到技術支援和及時的安全更新。此組件內的軟體是必須符合Ubuntu版權要求（Ubuntu license requirements）的自由軟體，而Ubuntu版權要求大致上與Debian自由軟體指導綱要（Debian Free Software Guidelines）相同。
restricted 即「受限」組件，其中包含了非常重要的，但並不具有合適的自由許可證的軟體，例如只能以二進位形式獲得的顯卡驅動程式。由於Ubuntu開發者無法獲得相應的原始碼，restricted組件能夠獲得的支持與main組件相比是非常有限的。
universe 即「社群維護」組件，其中包含的軟體種類繁多，均为自由软件，但都不為Ubuntu團隊所支援。
multiverse 即「非自由」組件，其中包括了不符合自由軟體要求而且不被Ubuntu團隊支援的軟體套件，通常為商業公司編寫的軟體。
各類組件說明可見下表：
|            | 自由軟體 | 非自由軟體 |
| 官方支援   | Main     | Restricted |
| 非官方支援 | Universe | Multiverse |

### 軟體維護
Ubuntu的新版一旦發行，該版本的套件庫就會被凍結，此後只對該套件庫提供安全性更新。為此，官方推出了一個名為Ubuntu Backports的後續支援計劃，讓使用者可以在不更新套件庫的情況下，獲得和使用各類新版的應用軟體。
由於Linux系統受病毒的威脅不大，因此Ubuntu系統通常不必安裝防毒軟體。管理員們如有需要，可自行安裝ClamAV，以便掃瞄和清除伺服器中的Windows病毒。Ubuntu系統中預設帶有ufw防火牆軟體，但不提供相應的圖形設置界面，使用者可自行安裝firestarter，以便通過圖形界面設置防火牆。
安裝軟體時可通過執行apt命令，也可使用圖形介面的Synaptic工具或“软件中心”來完成。與Windows不同，Ubuntu的使用者通常不必四處搜尋、逐一下載或購買相應的安裝程式。Ubuntu能夠使用的軟體大多存放在被稱為「軟體源」的伺服器中，使用者只要執行相應的aptt指令（或使用图形界面的包管理器進行相關操作），系統就會自動尋找、下載并安裝軟體了。

### 私有版權軟體的採用
雖然Ubuntu主要採用自由軟體，但也接納部分可以自由散發的私有軟體，並將它們放在multiverse組件中。Ubuntu還為第三方軟體設立了認證程序。

## 发行历史
- 4.10 "Warty Warthog"
- 5.04 "Hoary Hedgehog"
- 5.10 "Breezy Badger"
- 6.06 LTS "Dapper Drake"
- 6.10 "Edgy Eft"
- 7.04 "Feisty Fawn"
- 7.10 "Gutsy Gibbon"
- 8.04 LTS "Hardy Heron"
- 8.10 "Intrepid Ibex"
- 9.04 "Jaunty Jackalope"
- 9.10 "Karmic Koala"
- 10.04 LTS "Lucid Lynx"
- 10.10 "Maverick Meerkat"
- 11.04 "Natty Narwhal"
- 11.10 "Oneiric Ocelot"
- 12.04 LTS "Precise Pangolin"
- 12.10 "Quantal Quetzal"
- 13.04 "Raring Ringtail"
- 14.04 LTS "Trusty Tahr"
- 14.10 "Utopic Unicorn"
- 15.04 "Vivid Vervet"
- 15.10 "Wily Werewolf"
- 16.04 LTS "Xenial Xerus"
- 16.10 "Yakkety Yak"
- 17.04 "Zesty Zapus"
- 17.10 "Artful Aardvark"
- 18.04 LTS "Bionic Beaver"
- 18.10 "Cosmic Cuttlefish"
- 19.04 "Disco Dingo"
- 19.10 "Eoan Ermine"
- 20.04 LTS "Focal Fossa"
- 20.10 "Groovy Gorilla"
- 21.04 "Hirsute Hippo"
- 21.10 "Impish Indri"
- 22.04 LTS "Jammy Jellyfish"
- 22.10 "Kinetic Kudu"

## 新版發佈週期
Ubuntu每6個月發佈一個新版，每個版本都有代號和版本號。版本號源自發佈日期，例如第一個版本，4.10，代表是在2004年10月發行的。下表列出了以前和計劃中的發布：
| 4.10                                                     | Warty Warthog     | 多疣的疣猪         | 2004-10-20 | 2006-04-30 | 2006-04-30 | 2.6.8  |
| 5.04                                                     | Hoary Hedgehog    | 白发的刺猬         | 2005-04-08 | 2006-10-31 | 2006-10-31 | 2.6.10 |
| 5.10                                                     | Breezy Badger     | 活泼的獾           | 2005-10-13 | 2007-04-13 | 2007-04-13 | 2.6.12 |
| 6.06 LTS                                                 | Dapper Drake      | 整洁的公鸭         | 2006-06-01 | 2009-07-14 | 2011-06-01 | 2.6.15 |
| 6.10                                                     | Edgy Eft          | 尖利的小蜥蜴       | 2006-10-26 | 2008-04-25 | 2008-04-25 | 2.6.17 |
| 7.04                                                     | Feisty Fawn       | 烦躁不安的鹿       | 2007-04-19 | 2008-10-19 | 2008-10-19 | 2.6.20 |
| 7.10                                                     | Gutsy Gibbon      | 胆大的长臂猿       | 2007-10-18 | 2009-04-18 | 2009-04-18 | 2.6.22 |
| 8.04 LTS                                                 | Hardy Heron       | 坚强的鹭           | 2008-04-24 | 2011-05-12 | 2013-05-09 | 2.6.24 |
| 8.10                                                     | Intrepid Ibex     | 无畏的羱羊         | 2008-10-30 | 2010-04-30 | 2010-04-30 | 2.6.27 |
| 9.04                                                     | Jaunty Jackalope  | 活潑的鹿角兔       | 2009-04-23 | 2010-10-23 | 2010-10-23 | 2.6.28 |
| 9.10                                                     | Karmic Koala      | 幸运的             | 2009-10-29 | 2011-04-30 | 2011-04-30 | 2.6.31 |
| 10.04 LTS                                                | Lucid Lynx        | 清醒的山貓         | 2010-04-29 | 2013-05-09 | 2015-04-30 | 2.6.32 |
| 10.10                                                    | Maverick Meerkat  | 标新立异的狐獴     | 2010-10-10 | 2012-04-10 | 2012-04-10 | 2.6.35 |
| 11.04                                                    | Natty Narwhal     | 敏捷的独角鲸       | 2011-04-28 | 2012-10-28 | 2012-10-28 | 2.6.38 |
| 11.10                                                    | Oneiric Ocelot    | 有梦的虎猫         | 2011-10-13 | 2013-05-09 | 2013-05-09 | 3.0    |
| 12.04 LTS                                                | Precise Pangolin  | 精準的穿山甲       | 2012-04-26 | 2017-04-28 | 2017-04-28 | 3.2    |
| 12.10                                                    | Quantal Quetzal   | 量子的格查尔鸟     | 2012-10-18 | 2014-05-16 | 2014-05-16 | 3.5    |
| 13.04                                                    | Raring Ringtail   | 卯足了勁的環尾貓熊 | 2013-04-25 | 2014-01-27 | 2014-01-27 | 3.8    |
| 13.10                                                    | Saucy Salamander  | 活潑的蠑螈         | 2013-10-17 | 2014-07-17 | 2014-07-17 | 3.11   |
| 14.04 LTS                                                | Trusty Tahr       | 可靠的塔爾羊       | 2014-04-17 | 2019-04-25 | 2019-04-25 | 3.13   |
| 14.10                                                    | Utopic Unicorn    | 烏托邦的獨角獸     | 2014-10-23 | 2015-07-23 | 2015-07-23 | 3.16   |
| 15.04                                                    | Vivid Vervet      | 活潑的長尾黑顎猴   | 2015-04-23 | 2016-02-04 | 2016-02-04 | 3.19   |
| 15.10                                                    | Wily Werewolf     | 老謀深算的狼人     | 2015-10-22 | 2016-07-28 | 2016-07-28 | 4.2    |
| 16.04 LTS                                                | Xenial Xerus      | 好客的非洲地松鼠   | 2016-04-21 | 2021-04-30 | 2021-04-30 | 4.4    |
| 16.10                                                    | Yakkety Yak       | 喋喋不休的氂牛     | 2016-10-13 | 2017-07-20 | 2017-07-20 | 4.8    |
| 17.04                                                    | Zesty Zapus       | 熱情的美洲林跳鼠   | 2017-04-13 | 2018-01-13 | 2018-01-13 | 4.10   |
| 17.10                                                    | Artful Aardvark   | 巧妙的土豚         | 2017-10-19 | 2018-07-19 | 2018-07-19 | 4.13   |
| 18.04 LTS                                                | Bionic Beaver     | 仿生的河狸         | 2018-04-26 | 2023-05-31 | 2023-05-31 | 4.15   |
| 18.10                                                    | Cosmic Cuttlefish | 宇宙的墨魚         | 2018-10-18 | 2019-07-18 | 2019-07-18 | 4.18   |
| 19.04                                                    | Disco Dingo       | 迪斯可的澳洲野犬   | 2019-04-18 | 2020-01-23 | 2020-01-23 | 5.0    |
| 19.10                                                    | Eoan Ermine       | 黎明的白鼬         | 2019-10-17 | 2020-07-17 | 2020-07-17 | 5.3    |
| 20.04 LTS                                                | Focal Fossa       | 焦點的馬島長尾狸貓 | 2020-04-23 | 2025-04    | 2025-04    | 5.4    |
| 20.10                                                    | Groovy Gorilla    | 時髦的大猩猩       | 2020-10-22 | 2021-07-22 | 2021-07-22 | 5.8    |
| 21.04                                                    | Hirsute Hippo     | 多毛的河马         | 2021-04-22 | 2022-01-20 | 2022-01-20 | 5.11   |
| 21.10                                                    | Impish Indri      | 頑皮的大狐猴       | 2021-10-14 | 2022-07-14 | 2022-07-14 | 5.13   |
| 22.04 LTS                                                | Jammy Jellyfish   | 適意的水母         | 2022-04-21 | 2027-04    | 2027-04    | 5.15   |
| 22.10                                                    | Kinetic Kudu      | 活躍的扭角林羚     | 2022-10-20 | 2023-07-20 | 2023-07-20 | 5.19   |
| 23.04                                                    | Lunar Lobster     | 月球龍蝦           | 2023-04-20 | 2024-01-25 | 2024-01-25 | 6.2    |
| 23.10                                                    | Mantic Minotaur   | 預言的牛頭人       | 2023-10-12 | 2024-07-11 | 2024-07-11 | 6.5    |
| 24.04 LTS                                                | Noble Numbat      | 高貴的袋食蚁兽     | 2024-04-25 | 2029-04    | 2029-04    | 6.8    |
| 24.10                                                    | Oracular Oriole   | 神諭的黃鸝         | 2024-10-10 | 2025-07-10 | 2025-07-10 | 6.11   |
| 25.04                                                    | Plucky Puffin     | 勇敢的海鸚         | 2025-04-17 | 2026-01    | 2026-01    | 6.14   |
| 25.10                                                    | Questing Quokka   | 探求的短尾矮袋鼠   | 2025-10-09 | 2026-07    | 2026-07    | 待公布 |
| 格式：舊版本舊版本，仍被支援当前版本最新的预览版未来版本 |                   |                    |            |            |            |        |

### 長期支援版本
長期支援版本（LTS），更新維護的時間比較長，約2年會推出一個LTS版本。LTS針對企業用戶，有別於一般版本的9個月支援。代號「Dapper Drake」的Ubuntu 6.06 LTS是第一個獲得長期支援的版本，Canonical公司計劃對6.06的桌面系列版本提供3年的更新及付費技術支援服務，對伺服器版則提供5年的支援。Ubuntu 6.06 LTS包括GNOME 2.14、Mozilla Firefox 1.5.0.3、OpenOffice.org 2.0.2、Xorg7.0、GCC 4.0.3以及2.6.15版的Linux核心，2006年8月10日發佈的首個維護更新版本6.06.1。因為其較長的支援週期，Canonical宣佈將繼續為Dapper Drake提供送達（Shipping）服務，但不支援隨後發佈的Edgy Eft。不過，隨著Feisty Fawn版的發布，送達（Shipping）服務再次啟動，但是，Natty Narwhal（11.04）发布前，送達（Shipping）服務再次停止。
最新的長期支援版本為2025年8月7日发布的24.04.3 LTS。

### 其它分支
Ubuntu還有一個代號為「暴躁的土拨鼠」（英語：Grumpy Groundhog）的分支，這個分支直接從Ubuntu的軟體版本控制系統裡獲取軟體的原始碼，主要用於測試和開發。由於這個分支不穩定，因此不對公眾開放。

### 版本代號命名
Ubuntu版本的命名規則是根據正式版發行的年月命名，Ubuntu 8.10也就意味著2008年10月發行的Ubuntu，研發人員與使用者可從版本號碼就知道正式發布的時間。Ubuntu是基於Debian開發的Linux發行版，Debian的開發代號來自於電影玩具總動員，不過，Ubuntu各版本的代號卻固定是形容詞加上動物名稱，而且這2個词的英文首字母一定是相同的。从Ubuntu 6.06开始，两个词的首字母按照英文字母表的排列顺序取用。

## 各界評價

### 回應
2005年於倫敦舉行的Linux世界論壇及會議（LinuxWorld Conference and Expo）上，Ubuntu被評為讀者所選的最佳Linux發行版。Ubuntu也經常被網路和平面出版媒體評審，很多評審者認為Ubuntu的成功主要原因在於其擁有一個龐大的社群，使用者可以便捷地從中獲得幫助和支援。informationweek網站於2008年5月對7款主流的Linux發行版系統進行了測試，包括openSUSE，Ubuntu 8.04，PCLinuxOS，Mandriva Linux One，Fedora，SimplyMEPIS和CentOS 5.1，結果是Ubuntu獲勝。目前維基百科的網站伺服器，也是採用Ubuntu Linux。

### 批評
Ubuntu基于Debian，但Debian的創始人Ian Murdock卻不滿意Ubuntu。他認為，雖然Ubuntu是優秀的Linux發行版，也促進了Debian的全球化，但Ubuntu另建套件庫，而不是直接改進Debian已有的套件庫，因此出現了與Debian不相容的問題。他希望Ubuntu能與Debian進行更為緊密的合作，使其改進也可以被Debian所採用。
2010年欧洲GUADEC会议上公布的“GNOME开发者分布”，显示出Ubuntu的母公司Canonical对GNOME项目的贡献十分小。由此，一些人抱怨，觉得Canonical应该作出更多的贡献。前Red Hat开发者Greg DeKoenigsberg亦对Ubuntu批评：“Red Hat对开源的贡献远高于Canonical，而Canonical是一家伪装成技术企业的营销机构”，后来对其言论进行了公开道歉，但一直坚持Canonical应该为Linux作出更大的贡献。
因为Ubuntu基于Debian的不稳定分支（sid），更容易遇到和弹出内部错误。
由于Ubuntu母公司Canonical帮助微软公司开发了Windows下的Linux兼容层Windows Subsystem for Linux，部分用户称是卖友求荣。

## 分支版本

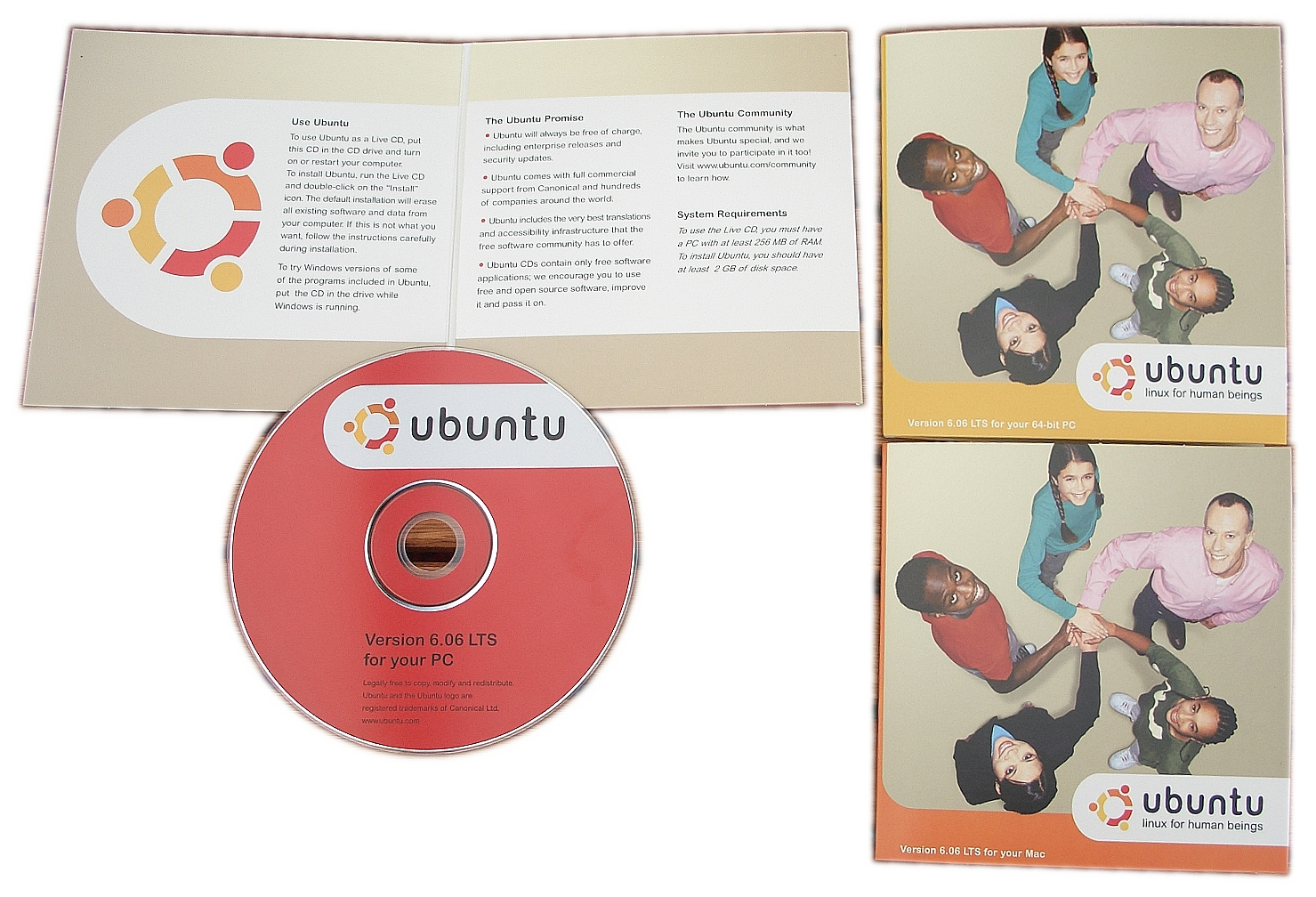
Ubuntu發行版光碟

Linux各種發行版是使用Linux核心一類開放型的作業系統。由發行版定製其應用軟體、桌面環境的組合和配置，因此同一發行版也可分支。Ubuntu官方認可的分支系統眾多，其主要差異在於使用的桌面系統不同，而內部的預設軟體也會有所歧異。此外尚有許多基於Ubuntu的非官方衍生版本，還有基於Ubuntu開發的發行版。
所謂的Ubuntu系統，指的是預設的Ubuntu版本。11.04版以及之前支援Gnome桌面環境，之后的版本採用母公司研發的Unity界面。但17.10版及之后又回归了Gnome，Ubuntu 17.04是最后一个预载Unity桌面环境的版本。

### 正式衍生版本
正式衍生版本統一使用和Ubuntu一样的套件庫。目前Ubuntu正式支援的衍生版本包括：
| 图标 | 衍生版本               | 说明 |
| ---- | ---------------------- | --- |
|      | Kubuntu                | 采用KDE Plasma作为默认的桌面环境，以满足偏爱KDE的Ubuntu用户。 |
|      | Edubuntu               | 为教育量身定做，包含很多教育软件，可以帮助教师方便的搭建网络学习环境，管理电子教室。采用Unity界面。 |
|      | Xubuntu                | 属于轻量级发行版，使用Xfce4作为默认的桌面环境。 |
|      | Lubuntu                | 使用LXQt桌面环境的轻量级发行版，从10.04版本开始正式发行。 |
|      | Ubuntu Server          | 自Ubuntu 5.10版（Breezy Badger）起，与桌面版同步发行，可当作多种软件服务器，如电子邮件服务器、基于LAMP的Web网站服务器、DNS服务器、文件服务器与数据库服务器等。服务器版通常不预装任何桌面环境，与桌面版本相比，佔用空間少，运行时对硬件要求较低，最少只需要500MB硬盘空间和64MB内存。 |
|      | Ubuntu Studio          | 適合於音訊，視訊和圖像設計的版本。使用Xfce4作为默认的桌面环境。 |
|      | Mythbuntu              | 一套基于Ubuntu的面向媒体中心电脑的发行版，Mythbuntu=MythTV+Ubuntu，MythTV是其中关键的软件包，用于实现媒体中心等功能。它没有包含一些不必要的程序，如OpenOffice, Evolution和完全安裝的Gnome。                                                                                         |
|      | Ubuntu Kylin（优麒麟） | 为中国用户专门定制的版本，语言的默认设置为简体中文，使用UKUI桌面环境。 |
|      | Ubuntu MATE            | 針對老舊桌上型、筆記型、樹莓派（Raspberry Pi）電腦，及硬體效能等級不高，或喜歡簡潔、不用特效桌面環境者，使用MATE桌面環境的Ubuntu發行版。 |
|      | Ubuntu Budgie          | 基于Budgie桌面环境的发行版。 |
|      | Ubuntu for Android     | 在Android手機上運行。截至2014年4月，该项目已不再活跃。 |
|      | Ubuntu Touch           | 基於Ubuntu和Android作業系統的設備，专为触屏行动设备（如智能手机、平板电脑）所设计。 |
|      | Ubuntu TV              | 用於智能電視的版本。 |

上述衍生計劃與Ubuntu緊密相關，並與Ubuntu同步發行。另外，以下版本曾被Ubuntu正式支援，但相關支援已被終止：
- Ubuntu Netbook Edition：專門為EeePC等小螢幕Netbook設計的Ubuntu，介面盡量精簡以省螢幕空間，例如GNOME的Panel減成只剩一條，且與視窗標題合在一起。后来上网本版开始使用稱為Unity的桌面环境，但是随着Unity在11.04中成为默认的桌面环境，上网本版被取消。
- Ubuntu JeOS（英语：Ubuntu JeOS）：一個高度精簡的、專門針對虛擬化應用的版本。
- Ubuntu Mobile：Ubuntu在MID上運行的版本。
- Gobuntu：只使用自由軟體的版本。
- Ubuntu GNOME：在Ubuntu使用Unity时使用GNOME桌面環境的Ubuntu發行版。现已合并至Ubuntu主线。

另外，馬克·舍特爾沃斯承諾將製作Ubuntu-libre發行版，只使用自由軟體基金會認證過的自由軟體。

### 非正式衍生版本
- Ubuntu Lite：為舊電腦而設的版本。
- Elbuntu：基於Enlightenment 0.17桌面環境並附有視窗管理員的Ubuntu修改版。
- Fluxbuntu：基於Fluxbox桌面環境的修改版。
- Gnoppix：基於Ubuntu Live CD而研製的以GNOME為預設桌面環境的Live CD。
- PUD GNU/Linux：由台灣愛好者所製作的改良版，以輕量化為目標，可安裝在光碟或256 MB以上的USB隨身碟上，並使用Ubuntu的套件來源。
- gOS：基於Enlightenment桌面環境，整合Google多數的線上服務的版本。（並非由Google官方所開發）
- Linux Mint：基於Ubuntu的Linux發行版，目標是提供一種更完整的即刻可用體驗[114]。
- Zorin OS ：基於Ubuntu的Linux發行版，目標是提供一種更接近Windows的體驗。
- Easy Peasy（eeeXUbuntu）：專為華碩的Eee PC定製。
- gNewSense：由自由軟體基金會官方於2006年11月2日推出，為一基於Ubuntu且只使用自由軟體的Linux發行版，但與馬克·沙特爾沃思所提到的Ubuntu-libre沒有直接關係。
- Elementary OS：Elementary开发团队推出的Ubuntu修改版。
- UbuntuBSD：将FreeBSD内核移植到Ubuntu的项目。
- Ubuntu Sway Remix：将基於Wayland的平鋪式視窗管理器Sway整合到Ubuntu。

## 參與中文翻譯
由Ubuntu母公司Canonical有限公司所架設的Launchpad網站提供了線上翻譯服務，任何人都可以通過這個網站協助翻譯Ubuntu。但是經由此方式對非Ubuntu獨有組件的翻譯成果將不會自動反饋到上游，故不被推薦。

## 回報錯誤
由Ubuntu母公司Canonical有限公司所架設的Launchpad網站提供了一套線上回報軟體程序错误的機制，任何人都可以把自己所發現的軟體程序错误、功能缺陷和安全漏洞通過這套機制回報給開發小組。

## 外部連結
- 英屬曼島商肯諾有限公司（Canonical Ltd） （页面存档备份，存于）
- Ubuntu （页面存档备份，存于）
- Ubuntu 简体中文站 （页面存档备份，存于）（简体中文）
- Ubuntu 正體中文站 （页面存档备份，存于）（繁體中文）